# Fibrodisplasia ossificante progressiva
A Fibrodisplasia Ossificante Progressiva (conhecido por FOP; termo médico: Fibrodysplasia Ossificans Progressiva) é uma doença genética rara que causa a formação de ossos no interior dos músculos, tendões, ligamentos e outros tecidos conectivos. Pontes de ossos "extra" se desenvolvem através das articulações (juntas do corpo) restringindo progressivamente os movimentos. Na FOP, o corpo não somente produz muitos ossos, mas todo um esqueleto "extra" é formado, envolvendo o corpo e prendendo a pessoa em uma prisão de ossos.

## História
Inicialmente a doença recebeu o nome de Miosite Ossificante Progressiva, ou seja, músculos que progressivamente se transformam em ossos. Entretanto, o processo não "destrói" somente músculos, mas também outros tecidos moles como as articulações e tendões e por isto o seu nome foi mudado para "Fibrodisplasia Ossificante Progressiva".
A fibrodisplasia ossificante progressiva é uma doença genética rara do tecido conjuntivo, caracterizada por ossificação disseminada em tecidos moles e alterações congênitas das extremidades. Sua transmissão é autossômica dominante, com penetrância completa, mas expressão variável. O início ocorre na infância e o envolvimento progressivo axial e da região proximal dos membros leva a uma conseqüente imobilização e deformação articular.

## Sintomas
As pessoas com FOP desenvolvem inchaços dolorosos pelo corpo, semelhantes a tumores, que podem crescer, mudar de posição e desaparecer, porém estes inchaços costumam deixar no seu lugar um osso e vão progressivamente imobilizando o corpo da pessoa num “segundo esqueleto”.
O progresso da FOP pode ser espontâneo, ou ser acelerado por traumas (quedas, cirurgias, biópsias).
Como não há cura conhecida, a expectativa de vida de pessoas que nascem com FOP é de apenas 41 anos de idade.

## Causas
A FOP é causada por um alelo autossômico dominante no cromossomo 2q23-24. O alelo tem expressividade variável, mas penetrância completa.
A maioria dos casos é ocasionada por mutação espontânea nos gametas. Um estudo determinou que a FOP afeta 1 em cada 1 milhão de pessoas. Uma mutação no gene ACVR1 (também conhecido como activin-like kinase 2 [ALK-2]) é responsável pela doença. O ACVR1 codifica o receptor activin tipo-1, um tipo de receptor BMP tipo-1.
A mutação muda o códon 206 de histidina para arginina na proteína ACVR1. Isso faz com que células endoteliais se transformem em células tronco mesenquimatosas e então em osso.
A formação de tecido ósseo no interior de músculos, tendões e ligamentos causa de forma progressiva a imobilização do corpo.
É caracterizada por má-formação congênita do hálux (dedo grande dos pés malformados ao nascimento) e pelo desenvolvimento de ossos "extras" em locais anormais. Estes ossos surgem progressivamente e formam “pontes” entre as articulações, tornando os movimentos impossíveis. A doença não possui cura ou tratamento.